# Acenaften
Acenaftenul este o hidrocarbură din clasa arenelor, polinucleară, condensată liniar. Se obține prin prelucrarea gudroanelor rezultate la distilarea uscată a cărbunilor de pământ sau prin dehidrogenarea etilnaftalinei.  Molecula este alcătuită din molecula de naftalină la care se mai adaugă o legătură de etilenă, în care legăturile se află pe pozițiile 1 și 8. Cealaltă denumire a acenaftenului, 1,2-dihidroacenaftilena, sublimează faptul că substanța este o formă hidrogenată a acenaftilenei. Este un constituent al gudronului de cărbune.
Acenaftenul a fost preparat prima dată de către Marcellin Berthelot din gudronul de cărbune, iar apoi, acesta a sintetizat din nou compusul de la α-etil naftalină împreună cu Bardy.
Nu există dovezi cum că acenaftenul ar putea fi cancerigen.

## Utilizări
Acenaftenul este folosit la sinteza coloranților, la fabricarea pesticidelor și a medicamentelor. 

## Proprietăți

### Chimice
Prin dehidrogenare dă acenaftilenul.

## Resurse externe
- Un PDF de la NIOSH Publications and Products Accesat la 3 mai 2012